# 王琼 (北魏)
王琼（？—？），字世珍，太原郡晋阳县（今山西省太原市）人，龙骧将军、长社侯王宝兴的独子，北魏官员。

## 生平
王琼由魏孝文帝元宏赐名，太和九年（485年）出任典寺令。太和十六年（492年），王琼的侯爵降为伯爵。魏孝文帝娶王琼的长女为嫔，王琼加前军将军、并州大中正。正始年间，王琼出任光州刺史，受贿名声远扬，被中尉王显弹劾，最终昭雪赦免。神龟年间，王琼出任左将军、兖州刺史，离开兖州返回京城，多年没有升迁。王琼居住在司空刘腾宅邸的西边，刘腾虽然权倾朝野，王琼从来不去拜访。刘腾权利扩大后，吞并邻居的宅第，扩大旧有的居所，只有王琼始终不肯让给他，王琼的仕途因此长期压抑。
王琼的一个女儿嫁给范阳卢道亮，不让她回丈夫家，等到女儿去世，王琼悲痛不已，将女儿安葬到其他地方，坟墓没有立刻封上，经常在墓穴内哭泣，很久以后才埋上。当时的人深感奇怪，怀疑他行为丑恶。王琼还有耳聋的毛病，每次见到出家人和世俗之人，都要去乞讨个没完。突然见到这种情况，人们都感到好笑惊愕。王琼有次在路上遇到太保、广平王元怀，跨着马鞍向元怀行对等之礼，自称马瘦，元怀当即就把自己的马和乘马的用具送给他。王琼曾去拜访尚书令李崇，见到李崇的儿子李世哲，径直问继伯在不在。李崇急忙跑出来，王琼才下马。李崇俭朴喜欢用纸贴在衣服上，王琼嘲笑着把纸拉掉。李崇的小儿子李神轨也曾身着华美的服装，王琼就把李神轨的服装剥掉，李崇也没有怨恨之言。领军元乂派奴仆给王琼送马，王琼把这个奴仆一起留下了。王诵听说这事，笑着说：“王东海的风度，在这里丧失了啊。”
孝昌三年（527年），王琼出任镇东将军、金紫光禄大夫、中书令。当时王琼的长子王遵业担任黄门郎，因此有这项任命。王琼去世后，朝廷赠予征北将军、中书监、并州刺史。自从王慧龙归附北魏，王家三代都只有一个男丁，直到王琼才有四个儿子。

## 真假争辩
当初，魏孝文帝元宏设置中正官，从容的对郭祚说：“并州中正这一职，卿家应该推举王琼。”郭祚出宫后对密友说：“王琼是否是太原王氏子孙至今真假未辨，我们家为什么低于他？然而皇上就是信李冲为王琼的吹嘘而已。”

## 身后风波
魏收完成《魏书》后，王琼的孙子王松年与卢斐、李庶等人都说《魏书》没有秉笔直书而争辩，《魏书》记载王慧龙“自称”太原人，又记载王琼不擅做事，王松年他们就是因此才表示争辩，对杨愔说：“魏收该杀。”杨愔偏袒魏收，所以就报告齐文宣帝高洋，魏收也向齐文宣帝报告说：“臣得罪了强大的家族，将会被刺客暗杀。”齐文宣帝发怒了，王松年等人都被定罪诽谤史书，被剃光头发鞭打二百下，发配到制造铠甲的作坊里。

## 禁婚家
唐朝显庆四年，唐高宗下诏禁止包括王琼四个儿子后裔在内的七姓十家自己做主互相通婚。

## 家族

### 祖父母
- 王慧龙，北魏使持节、宁南将军、武牢镇都副将、长社穆侯
- 清河崔氏，北魏平南将军、豫州刺史、阳武侯崔恬之女

### 父母
- 王宝兴，北魏龙骧将军、长社侯
- 范阳卢氏，北魏尚书、光禄大夫、范阳子卢遐之女[22][23]

### 夫人
- 陇西李氏，北魏镇北将军、敦煌宣公李宝孙女[24][25][26]

### 子女
- 王遵业，北魏右军将军、司徒左长史、黄门郎
- 王广业，北魏太尉祭酒、太尉属、太中大夫
- 王延业，北魏中书郎
- 王季和，北魏书侍御史、并州大中正
- 王嫔，魏孝文帝后妃
- 王氏，嫁卢道亮